# Ari Lemmke
Ari Lemmke (né le 12 décembre 1963) est un programmeur finlandais.
C'est le premier à avoir distribué Linux, et c'est d'ailleurs lui qui l'a nommé ainsi à l'insu de Linus Torvalds qui avait prévu de l'appeler Freax (une combinaison de 'free', 'freak', et de la lettre X pour indiquer un système Unix-like). Ari l'a encouragé à le mettre en ligne sur un réseau afin qu'il puisse être aisément téléchargé. Ari, cependant, insatisfait du nom Freax, attribua à Linus un répertoire appelé linux sur son serveur FTP ftp://ftp.funet.fi/.